# Mồi cá

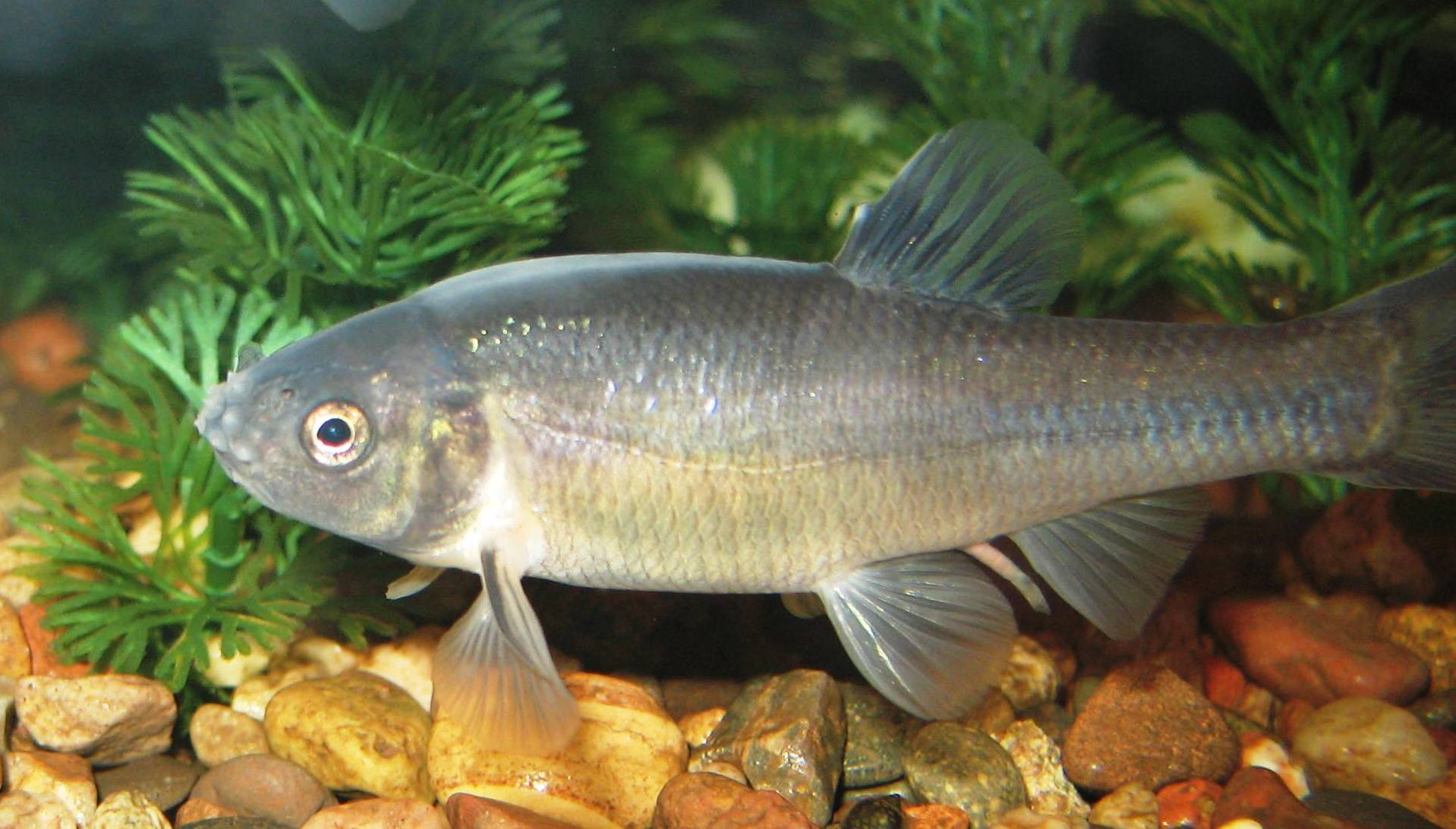
Pimephales promelas (Cá tuế đầu bẹt) là loại cá thường dùng làm cá mồi để nhử cá lớn hơn

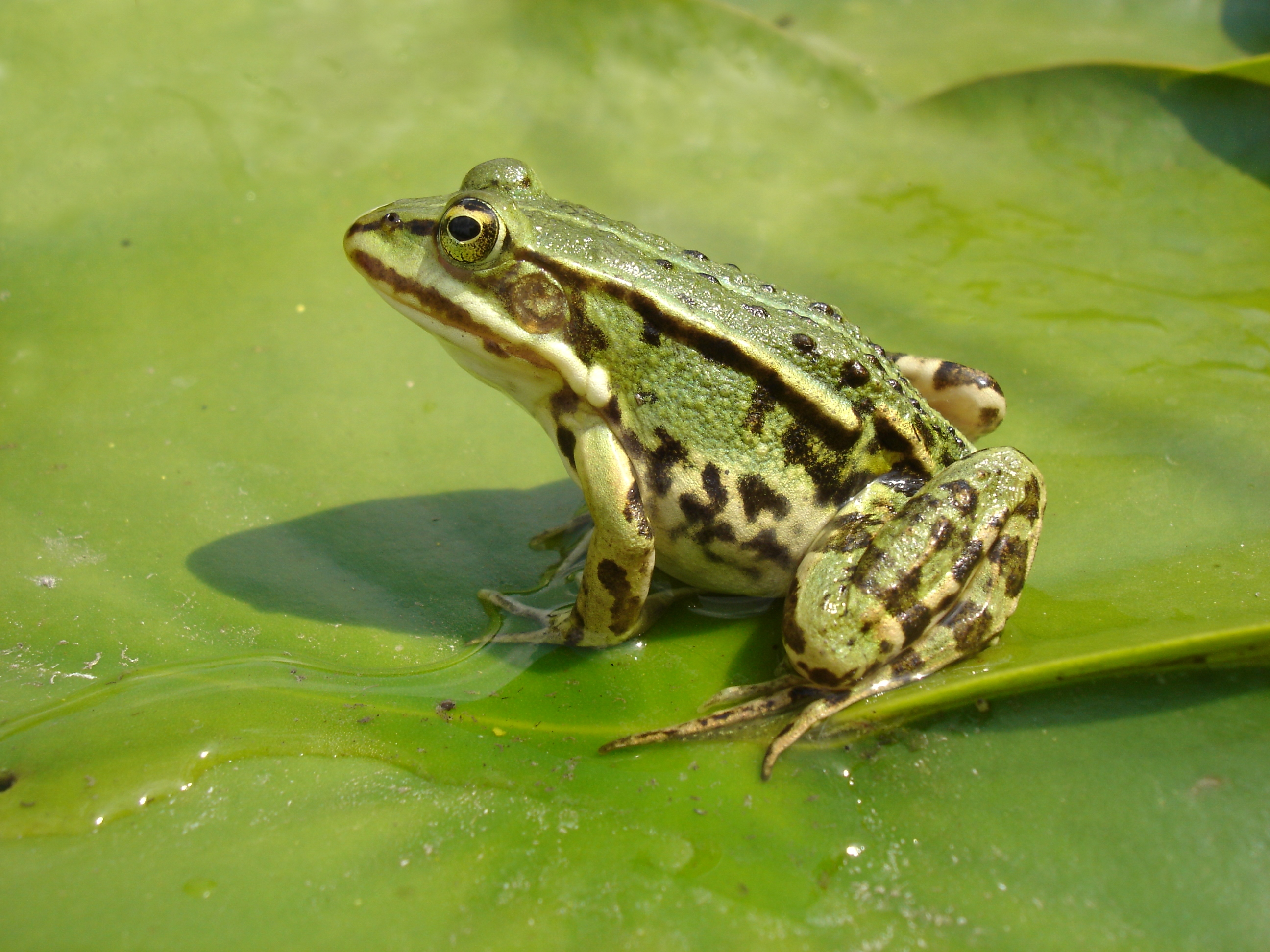
Một con ếch, loài thường được dùng làm mồi nhử cá

Mồi cá hay chính xác là mồi câu cá là bất kỳ vật liệu nào được sử dụng để thu hút và bắt cá, Theo truyền thống, các loại giun đất, côn trùng và cá mồi nhỏ hơn đã được sử dụng cho mục đích này. Ngư dân cũng đã bắt đầu sử dụng mồi nhựa và gần đây hơn, mồi điện tử, để thu hút cá. Nghiên cứu cho thấy rằng mồi tự nhiên như dế và tôm được biết đến nhiều bởi những con cá và đang sẵn sàng chấp nhận. Mồi cá có thể được chia thành hai loại chính mồi bả nhân tạo và mồi tự nhiên. 

## Tổng quan
Mồi câu cá và tập tính cá có quan hệ mật thiết với nhau. Tùy theo tập tính ăn mồi của đối tượng khai thác mà có các loại mồi khác nhau. Thực tế có hai loại mồi là: Mồi dụ cá và mồi câu. Mồi dụ cá không phải là mồi trực tiếp mắc vào lưỡi câu. Mồi dụ cá nhằm gây kích thích trạng thái sẵn sàng bắt mồi của cá và lôi cuốn cá đến khu vực thả câu.thông thường mồi dụ được đặc chế ở dạng bột hay nước.
Mồi dụ phải được rãi đều trong khu vực rộng gần nơi thả mồi câu. Cá bị kích thích bởi mồi dụ sẽ tìm đến khu vực thả mồi câu, và bởi cá không thể ăn được mồi dụ khi đó nếu cá phát hiện mồi câu sẽ ăn mồi câu và vướng câu. nghề câu thường thấy có 2 dạng mồi câu: Mồi giả và mồi thật. Trong thực tế nghề câu đôi khi mồi giả không thể đánh lừa được các loài cá khôn ngoan và thận trọng, nên người ta phải dùng mồi thật. 

## Các dạng
Mồi thật có 3 dạng: Mồi sống, mồi tươi và mồi ướp.
- Mồi sống là các động vật còn sống (cá sống, nhái, dế,...). Mồi sống có hiệu suất câu rất lớn bởi sự di dộng của mối sẽ gây kích thích sự ham bắt mồi của cá. Tuy nhiên mồi sống thì khó tìm, khó giữ được luôn ở trạng thái sống và giá thành đắt.
- Mồi tươi là những động vật đã chết nhưng ở trạng thái còn tươi. Mồi tươi có hiệu suất câu không bằng mồi sống, nhưng tương đối dễ tìm và dễ bảo quản hơn mồi sống. Mồi tươi được sử dụng rộng rộng rãi trong nghề câu.
- Mồi ướp (Thính): Mồi ướp là mồi tươi đã được ướp muối hoặc ướp khô. Mồi ướp có thể sử dụng lâu dài, phục vụ cho các chuyến khai thác xa, lâu ngày. Nhược điểm của mồi ướp là hiệu quả đánh bắt không cao, mồi dễ bị phân rã khi được đưa vào nước.